# Kristijan Boszkowski
Kristijan Boszkowski (mac. Кристијан Бошковски, Kristijan Boskovski, ur. 14 czerwca 1987 w Skopju) – macedoński piłkarz występujący na pozycji napastnika, posiadający obywatelstwa macedońskie i polskie.

## Kariera

### Kariera klubowa
Karierę zaczynał w klubie Metałurg Skopje, później grał też w sąsiednim klubie FK Skopje, zdobywając puchar Macedonii juniorów. W 2002 roku został piłkarzem Madżari Solidarnost i następnie został wypożyczony do FK Skopje.
W grudniu 2004 roku Boszkowski stał się piłkarzem trzykrotnego mistrza Macedonii Rabotniczki Skopje oraz zdobył 21 bramek w rozegranych 18 spotkań, a rok później Jerzy Engel zaprosił go do Polonii Warszawa, natomiast po szybkim czasie Boszkowski zrezygnował i zadecydował o powrocie do ojczyzny i Rabotniczkiego Skopje. Boszkowski znalazł się na celowniku m.in. takich klubów jak Bayern Monachium czy Aston Villa.
W 2007 roku zawodnik wyjechał na testy do Manchester City, które zakończyły się dla niego niepomyślnie, więc przeszedł do Northampton Town, rozgrywając tam 7 spotkań i zdobywając 4 bramek na swoje konto. Podobnie Boszkowski wykonał drugie podejście do gry w polskiej Ekstraklasie i wyjechał wraz z GKS Bełchatów na zgrupowanie do Gótowa Małego, jednak obie strony nie doszły do porozumienia.
We wrześniu 2009 roku Boszkowski odniósł ciężką kontuzję kolana, a w 2010 roku oficjalnie ujawnił informację o zakończeniu swojej kariery. W 2010 roku Boszkowski przeszedł pomyślnie operację kolana i w 2011 roku wznowił treningi z drużyną Kettering Town z Conference National.